# Humlamadens naturreservat
Humlamaden är ett naturreservat i Veberöds socken i Lunds kommun i Skåne. Det bildades 2010 och är ett Natura 2000-område.
Här finns bäckraviner och betad skog, ruiner efter gamla torp och stengärden som upprättades i samband med skiftena på 1800-talet. Området i västliga delen av reservatet är rikt på framförallt fågelbär och kallas för Körsbärsdalen. Marken har haft en lång kontinuitet och den typiska fäladsfloran har kunnat bevaras med arter som fårsvingel, knägräs, ljung, jungfrulin, backtimjan, backsippa, vårtåtel, blodrot, ängsviol, blåklocka, stenmåra och stagg. De ruiner av torp som återfinns tros vara från 1830-talet. Där återfinns rester av kulturväxter. Kronhjort och dovhjort kan även hittas här.